# Дјуи Бич
Дјуи Бич (енгл. Dewey Beach) град је у Округу Сасекс у америчкој савезној држави Делавер. По попису становништва из 2010. у њему је живело 341 становника

## Демографија
| Група             | 2000.       | 2010.       |
| Белци             | 270 (89,7%) | 307 (90,0%) |
| Афроамериканци    | 1 (0,3%)    | 9 (2,6%)    |
| Азијати           | 11 (3,7%)   | 1 (0,3%)    |
| Хиспаноамериканци | 16 (5,3%)   | 20 (5,9%)   |
| Укупно            | 301         | 341         |